# Conspiracy (film 2008)
Conspiracy è un film del 2008 diretto da Adam Marcus ed interpretato da Val Kilmer, Gary Cole e Jennifer Esposito.
È il rifacimento del film noir thriller/western del 1955 Giorno maledetto (Bad Day at Black Rock), adattamento cinematografico del romanzo Bad Day at Honda di Howard Breslin. A differire dalla storia originale vi è la linea temporale e il protagonista, infatti la sceneggiatura del 1955 ruotava attorno al veterano di guerra John J. Macreedy, reduce dal secondo conflitto mondiale; il cambiamento è da ritenersi come una rivisitazione in chiave moderna.

## Trama
William McPherson è un ex militare del corpo dei Marines che porta le cicatrici della sua campagna durante la guerra in Iraq. Tornato in patria, William decide di andare a trovare un suo amico proprietario di un ranch in Nuovo Messico. Una volta giunto alla sua proprietà, scopre che il suo amico è scomparso misteriosamente, e che tra la gente del posto vige l'omertà al riguardo. Intento a scoprire cosa si nasconde dietro questo mistero, McPherson scoprirà una fitta rete di un complotto.

## Produzione e distribuzione
Le riprese si sono svolte a Galisteo (Nuovo Messico) nella prima metà del 2007. Il film è stato immesso nel mercato home video statunitense e italiano nel 2008, rispettivamente il 15 febbraio e il 20 maggio.